# Laurentiuskirche (Gimmeldingen)
Die Laurentiuskirche in Gimmeldingen, einem Ortsteil der kreisfreien Stadt Neustadt an der Weinstraße (Rheinland-Pfalz), ist ein evangelisches Kirchengebäude. Es steht unter Denkmalschutz und gilt als „ortsbildprägend“.
Namensgeber der Kirche ist Laurentius von Rom.

## Lage
Das Bauwerk liegt in der Ortsmitte von Gimmeldingen auf einer Meereshöhe von 183 Metern. Lediglich 200 Meter weiter südöstlich befindet sich die Alte Burg.

## Geschichte
Die Kirche entstand vor 1160 aus einer kaum 10 m kleinen Saalkirche. Im letzten Viertel des 12. Jahrhunderts wurde sie vergrößert und um einen romanischen Turm ergänzt, der heute drei Glocken trägt. 1723 wurde ein barocker Saalbau angegliedert, der 1803 auf die heutige Größe erweitert wurde. Geweiht war sie ursprünglich dem Märtyrer Laurentius von Rom, dessen Martersymbol, der Rost, auch auf dem Ortswappen abgebildet ist.
Die Gemeinde, die heute zum Dekanat Neustadt der Evangelischen Kirche der Pfalz gehört, wurde 1556 mit der gesamten Kurpfalz evangelisch.

## Orgel
1749/1750 erstellte Johann Michael Hartung, damals ein namhafter und regional sehr aktiver Orgelbauer, die erste Orgel in Gimmeldingen. Die im süddeutschen Barockstil ausgerichtete Orgel, deren Prospekt und Gehäuse heute noch erhalten sind, verfügte über 13 Register auf einem Manual und Pedal. Ein ähnliches Orgelwerk ist heute noch in Rohrbach bei Landau erhalten.
Die Disposition war folgende:
| Manual CD–c3 |       |
| Gedackt B/D  | 8′    |
| Quintadena B | 8′    |
| Solicional D | 8′    |
| Principal    | 4′    |
| Gedackt      | 4′    |
| Quint        | 3′    |
| Octave       | 2′    |
| Sesquialter  | 1 ⁄3′ |
| Mixtur IV    | 1′    |
| Cimbel III   | 1′    |
| Vox humana D | 8′    |

| Pedal CD–f0 |     |
| Subbaß      | 16′ |
| Octavbaß    | 8′  |
| Posaune     | 8′  |

- Koppel: Man/P
- Tremulant

Im Jahre 1781 reinigten die Orgelbauer Stumm die Orgel und bauten ein neues Register ein. Anlässlich des Kirchenumbaus von 1803 bis 1806, bei dem der Chor abgebrochen wurde, setzte der Orgelbauer Ignaz Seuffert (Kirrweiler) das Orgelwerk auf die Empore im Westen um. Im 19. Jahrhundert wurde die Orgel regelmäßig gestimmt und repariert, u. a. durch Carl Wagner (Kaiserslautern), Seuffert und Gustav Schlimbach (Speyer). 1899 legte Orgelbauer Franz Xaver Christ (Steinfeld) ein Angebot zur klanglichen Umgestaltung im Sinne der Romantik vor, dieses kam jedoch nicht zur Ausführung, sodass wohl lediglich die Posaune durch ein Cello 8′ ersetzt wurde. In den 1920er Jahren wurde eine Umgestaltung der Orgel erwogen, u. a. war der seinerzeit renommierte Orgelsachverständige Mehl in Gimmeldingen. Weitere Schritte erfolgten nicht. 1951 wurde die Hartung-Orgel durch Orgelbau Kemper (Lübeck) mit einem elektrischen Windmotor ausgestattet.
Der Orgelbausachverständige der Evangelischen Kirche der Pfalz, Adolf Graf, empfahl in Gutachten 1951 und 1953 eine Erweiterung der Orgel auf zwei Manuale und Pedal. Diese Vorgehensweise entsprach dem damaligen Zeitgeschmack der sog. Orgelbewegung, die ein norddeutsch-barockes Klangideal verfolgte und daher die historische einmanualige Orgel einer „Barockisierung“ unterzog. Die von Graf favorisierte Orgelbaufirma Oberlinger (Windesheim) erhielt den Auftrag und begann im Januar 1956 mit dem Abbau der alten Orgel. Das Gehäuse blieb mit Veränderungen erhalten und wurde links und rechts für die Pedalregister verbreitert. Am 29. April 1956 konnte die neue, heutige Orgel mit 20 Registern auf zwei Manualen und Pedal in Dienst gestellt werden. Einige Pfeifen der Hartung-Orgel wurden in die neue Orgel übernommen. 1969 wurde das ursprünglich naturbelassene Eichengehäuse in Farbe gefasst, 1984 die Balganlage überarbeitet und 1995 durch Orgelbau G. F. Steinmeyer (Oettingen) die Traktur, d. h. die Mechanik, aufgrund häufiger Störungen erneuert. 2015 wurde die zu schrille Zimbel 4-fach 1⁄2′ durch eine gebraucht angekaufte Zimbel 4-fach 1′ ersetzt, die für mehr Gravität im Positiv sorgt. Orgelbau Weise (Plattling/Niederbayern) lieferte die Pfeifen, die 1970 für die Orgel der katholischen Kirche in Deuerling bei Regensburg erstellt und dort infolge eines Umbaus ersetzt wurden. Orgelbaumeister Peter Ohlert (Kirkel) übernahm Einbau, Intonation und Stimmung der Pfeifen. Im Jahr 2019 überarbeitete die Orgelbaufirma Raab & Plenz (Hackenheim) die Intonation der Zungenstimmen, der Flötenregister und der Mixtur. Außerdem wurden 12 neue Pfeifen in der tiefen Oktave des Principal 8′ eingesetzt.
Im Protestantischen Kirchenbezirk Neustadt besitzt die Gimmeldinger Orgel das älteste Gehäuse, sie war der erste mechanisch traktierte neobarocke Neubau. Zudem darf sie als Klangdokument der frühen Orgelbewegung am Übergang vom romantischen zu einem neu interpretierten norddeutschen Klangideal gelten. Die heutige Disposition lautet wie folgt:

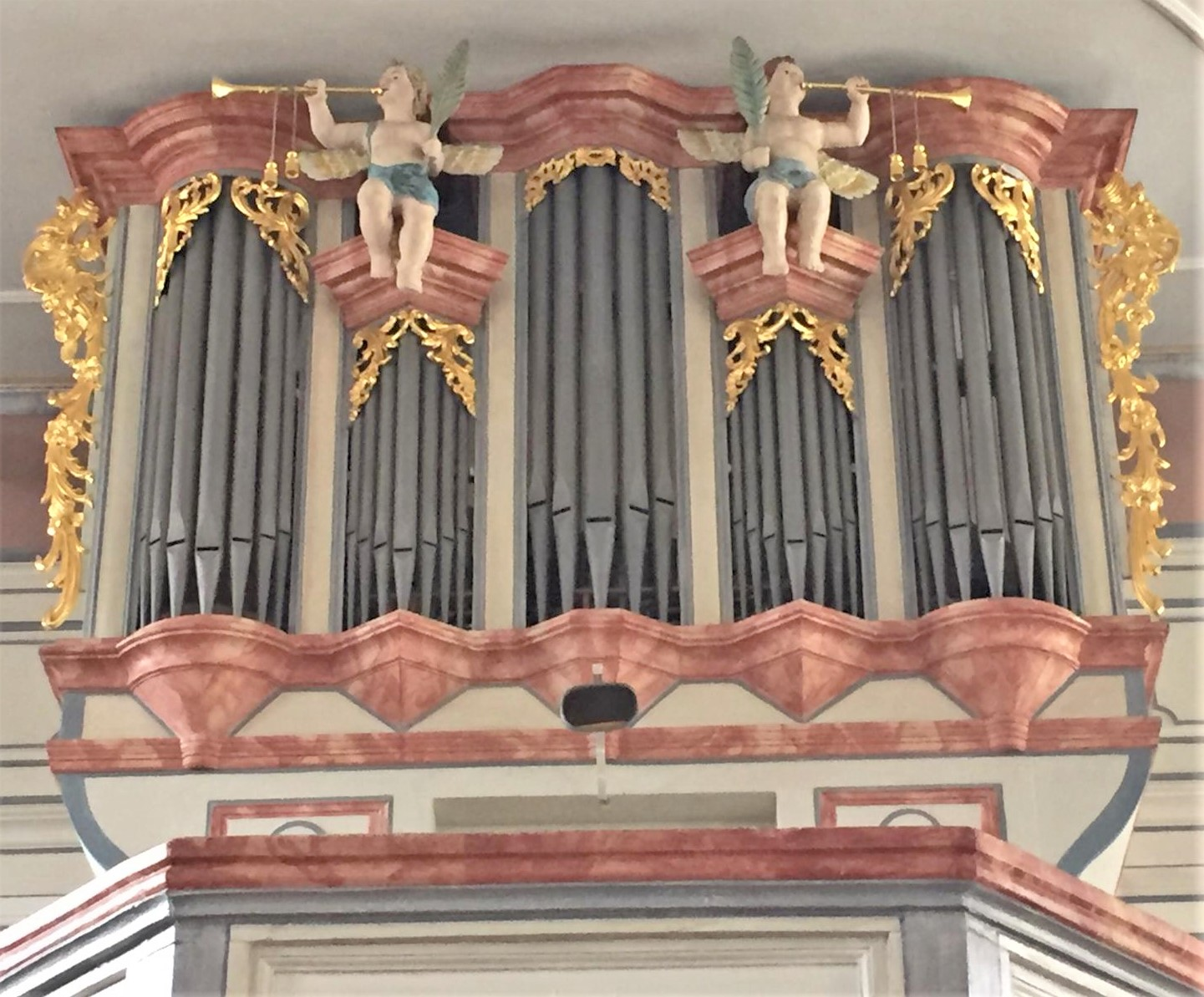
Orgel in der Laurentiuskirche

| I Hauptwerk C–g3     |       |
| Principal            | 8′    |
| Rohrflöte            | 8′    |
| Octave               | 4′    |
| Kleingedackt         | 4′    |
| Superoctave          | 2′    |
| Sesquialter II ab c0 | 2 ⁄3′ |
| Mixtur V             | 1 ⁄3′ |
| Trompete             | 8′    |
| Tremulant            |       |

| II Positiv C–g3 |        |
| Gedackt         | 8′     |
| Koppelflöte     | 4′     |
| Principal       | 2′     |
| Terz            | 1 3⁄5′ |
| Quint           | 1 ⁄3′  |
| Zimbel IV       | 1′     |
| Vox humana      | 8′     |
| Tremulant       |        |

| Pedal C–f1     |     |
| Subbaß         | 16′ |
| Oktavbaß       | 8′  |
| Choralbaß      | 4′  |
| Stille Posaune | 16′ |
| Cornett        | 2′  |

- Koppeln: II/I, I/P, II/P

## Glocken
Das dreistimmige Glockengeläut der Laurentiuskirche besteht aus zwei Eisenhartgussglocken, die 1949 von Johann Friedrich Weule in Bockenem am Harz gegossen wurden und der kleinsten Glocke aus Bronze, die im Jahr 1900 von Johann Georg Pfeiffer, Kaiserslautern gegossen wurde. Diese hat einen Durchmesser von 930 mm und ein Gewicht von 465 kg hat. Die Schlagtöne der Glocken sind d′ – f′ – a′.

## Brauchtum
Das Gimmeldinger Mandelblütenfest wird stets an einem Samstag um 14 Uhr auf dem Platz vor der Kirche eröffnet.